# Dachsberg (Darmstadt-Ost)
Der Dachsberg ist ein 194,6 m ü. NHN hoher Berg im nordwestlichen Odenwald, ca. 2,7 km östlich von Darmstadt. Er liegt in der Waldgemarkung Darmstadt und ist stark bewaldet. Ca. 1,0 km nördlich des Dachsbergs befindet sich der Hitzberg, ca. 1,5 km nordöstlich die Grube Prinz von Hessen und südlich das Naturschutzgebiet Scheftheimer Wiesen mit dem Ruthsenbach. Ca. 1,2 km westlich des Dachsbergs befindet sich der Woogsberg.

## Toponyme
1. 1567: am Dachsberg
2. 1597: uff der Dachswießen
3. undatiert: Dachsberg
4. undatiert: Die Dachswiese
5. heute: Dachsberg

## Etymologie
Zu Althochdeutsch und Mittelhochdeutsch dahs mit der Bedeutung „Dachs“.
Der Name Dachsberg bezieht sich auf die bevorzugten Aufenthaltsorte und Bauten des Dachses.